# Myrmecophilus quadrispina
Myrmecophilus quadrispina är en insektsart som beskrevs av Perkins, R.C.L. 1899. Myrmecophilus quadrispina ingår i släktet Myrmecophilus och familjen Myrmecophilidae. Inga underarter finns listade i Catalogue of Life.